# Sumatrahoen (groot)

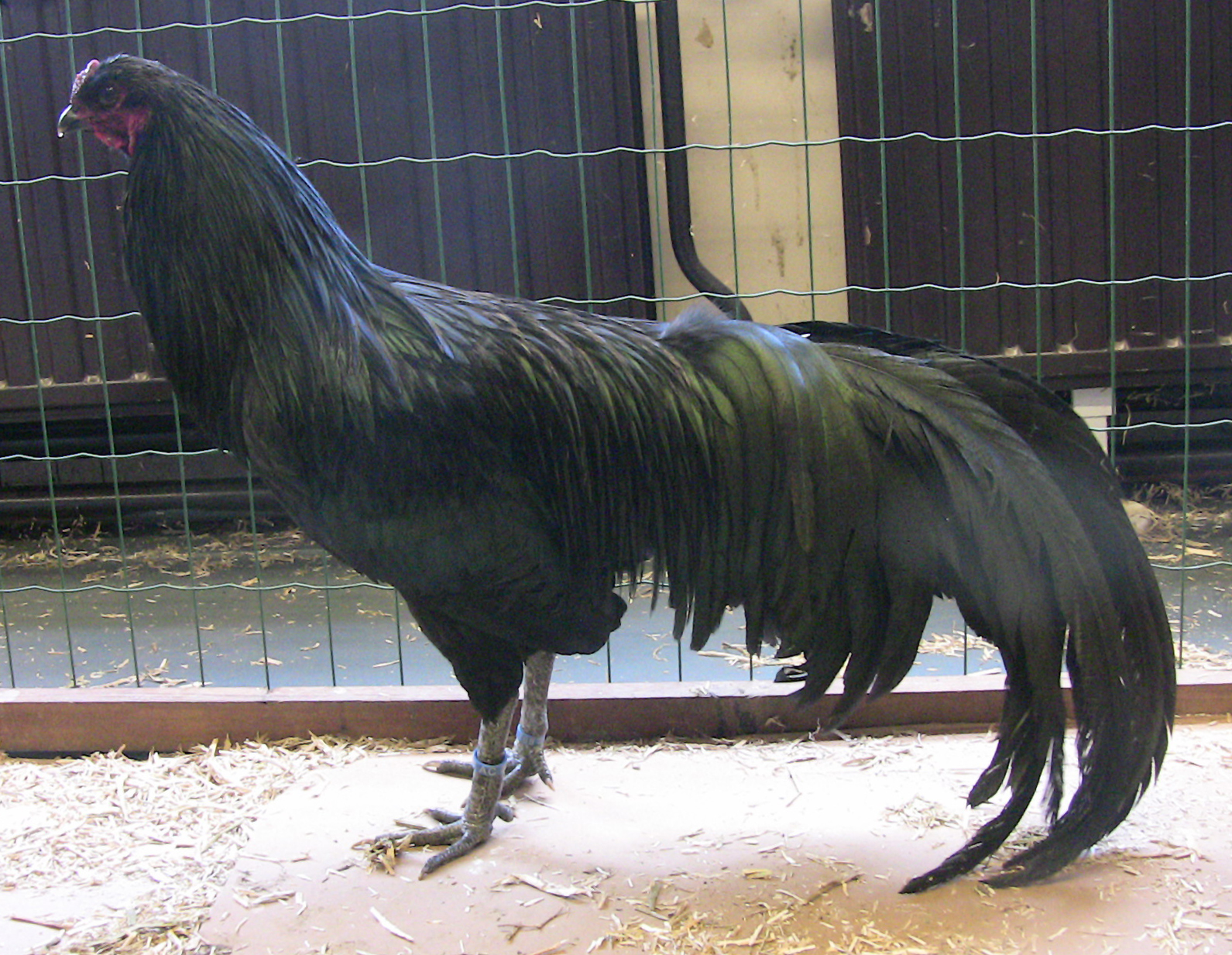
Zwarte haan

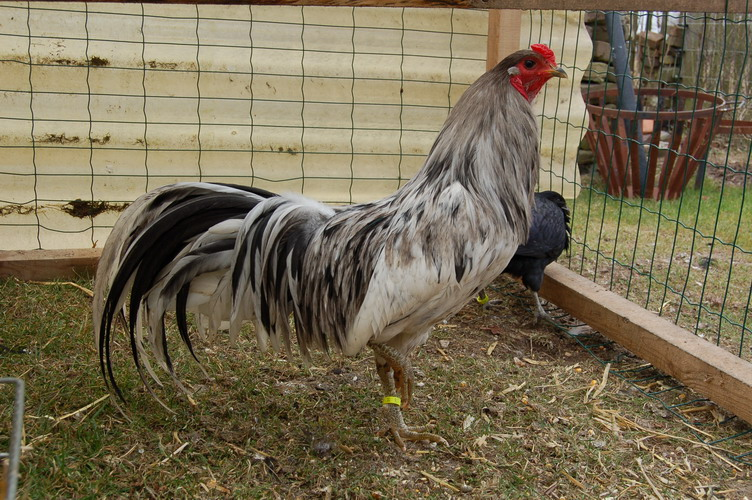
Haan in splashkleur

Het Sumatrahoen is een typisch Indonesisch kippenras, dat tot de vechthoenders en de langstaartrassen gerekend wordt.

## Geschiedenis
Over de oorsprong bestond in het verleden veel speculatie. Sommigen beweerden dat ze een subras zouden zijn van junglehoenders voor er ingekruist werd met andere rassen. Anderen geloofden dat ze een kruising waren van Gallus varius, groene junglehoenders of zelfs dat het een fazantenkruising zou kunnen zijn. Duidelijk is wel, dat het ras is ontstaan op Sumatra (Soenda eilanden) en daar een van de oudere hoenderrassen is.
Onder de naam Ayam Sumatra waren de Sumatra’s in gebruik voor hanengevechten. Rond 1850 zijn ze in de Verenigde Staten ingevoerd waar ze door hun intense, groene glans en exotische karakter al snel aan populariteit toenamen. Nadat de hanenkampen met dit ras aan populariteit verloren is men ze voor de show gaan fokken. In 1883 zijn ze in Amerika gestandaardiseerd en opgenomen in de ASP (American Standard of Perfection). Rond diezelfde periode zijn ze in Duitsland geïntroduceerd en rond 1900 in Groot-Brittannië waarna andere Europese landen ook volgden. In Nederland is de krielvariant gefokt, zowel in zwart als blauw, maar gezien hun aantal is dat momenteel een zeldzame verschijning.

## Raskenmerken

### Kleurslagen
In Nederland is alleen de zwarte kleurslag met kevergroene glans erkend en daarmee ook de meest bekende kleurslag.
In Duitsland komen zwart-rode dieren ook voor en in de oude DDR bestonden zelfs wildkleurigen, maar deze zijn uiterst zeldzaam.
In Scandinavische landen en Amerika komen naast zwarte dieren ook blauwe dieren voor, en er zouden ooit door kruising met witte leghorns een aantal witte exemplaren gefokt zijn, maar daar is weinig meer van te vinden. In de jaren 90 van de 20e eeuw zijn er blauwe dieren uit Scandinavië naar Nederland gehaald en met die basis zijn er nu een aantal fokkers van blauwe dieren. De blauwe dieren zijn te kruisen met zwarte. Uit blauwe onderlinge kruisingen kunnen vuilwitte (Splash) tevoorschijn komen, die uiterst geschikt zijn om de blauwe kleur te intensiveren, mocht deze te donker zijn.

### Exterieur
De houding van de Sumatra doet fazantachtig aan, het lichaam wordt nagenoeg horizontaal gedragen. Zowel haan als hen hebben een laaggeplaatste, drierijige erwtenkam, die zo klein mogelijk moet zijn. Dit kenmerk stamt nog uit de hanenkamptijd, aangezien grote kammen sneller verwonden en hevig bloeden.
De kopversierselen variëren van rood tot purperrood. Bij jonge dieren zie je vaak dat deze lichter zijn en naarmate ze ouder worden zie je ze steeds donkerder worden. De ogen zijn bruin tot donkerbruin (hoe donkerder hoe beter) zolang er nog maar onderscheid is te zien tussen iris en pupil. De kop is opvallend klein (slangenkop), wat een typisch raskenmerk is.
De bevedering is strak aanliggend en vol. Zadelbehang en halsbehang zijn bijzonder rijk. De staart is rijk bevederd en de sikkels buigen pas na twee derde van de lengte om, liefst niet slepend. De veerschachten zijn erg stijf en hard.
Bij de hennen zijn de bovenste staartstuurveren gebogen. De poten zijn zwartachtig tot olijfgroen, met gele zolen. Witte zolen zijn op shows een uitsluitingsfout. Soms is de zool geel zwart gevlekt hetgeen gepaard lijkt te gaan met donkerdere kopversierselen.
Sumatrahanen kunnen meersporig zijn, wat ook een typisch raskenmerk is. Bij sommige stammen groeien meerdere sporen volledig uit terwijl andere alleen spooraanzet vertonen.